# Tournoi de tennis de La Nouvelle-Orléans

Le tournoi de La Nouvelle-Orléans (Louisiane, États-Unis) est un tournoi de tennis féminin du circuit professionnel WTA et masculin du circuit professionnel ATP.
L'édition féminine a été organisée chaque année de 1984 à 1988. Chris Evert s'est imposée trois fois en simple, contre deux pour Martina Navrátilová.
Une édition masculine a été organisée en 1974 et faisait partie du circuit World Championship Tennis. Ensuite trois tournois ont été joués de 1978 à 1980 sur Moquette en intérieur et faisaient partie de la catégorie Grand Prix.

## Palmarès dames

### Simple
| No | Date       | Nom et lieu du tournoi                             | Catégorie  | Dotation  | Surface         | Vainqueure          | Finaliste     | Score         |         |
| -- | ---------- | -------------------------------------------------- | ---------- | --------- | --------------- | ------------------- | ------------- | ------------- | ------- |
| 1  | 24-09-1984 | Virginia Slims of New Orleans, La Nouvelle-Orléans | VS Tour C3 | 150 000 $ | Moquette (int.) | Martina Navrátilová | Zina Garrison | 6-4, 6-3      | Tableau |
| 2  | 23-09-1985 | Virginia Slims of New Orleans, La Nouvelle-Orléans |            | 150 000 $ | Moquette (int.) | Chris Evert         | Pam Shriver   | 6-4, 7-5      | Tableau |
| 3  | 29-09-1986 | Virginia Slims of New Orleans, La Nouvelle-Orléans |            | 150 000 $ | Moquette (int.) | Martina Navrátilová | Pam Shriver   | 6-1, 4-6, 6-2 | Tableau |
| 4  | 28-09-1987 | Virginia Slims of New Orleans, La Nouvelle-Orléans |            | 150 000 $ | Moquette (int.) | Chris Evert         | Lori McNeil   | 6-3, 7-5      | Tableau |
| 5  | 03-10-1988 | Virginia Slims of New Orleans, La Nouvelle-Orléans | Tier III   | 250 000 $ | Dur (ext.)      | Chris Evert         | Anne Smith    | 6-4, 6-1      | Tableau |

### Double
| No | Date       | Nom et lieu du tournoi                            | Catégorie  | Dotation  | Surface         | Vainqueures                     | Finalistes                            | Score         |         |
| -- | ---------- | ------------------------------------------------- | ---------- | --------- | --------------- | ------------------------------- | ------------------------------------- | ------------- | ------- |
| 1  | 24-09-1984 | Virginia Slims of New Orleans La Nouvelle-Orléans | VS Tour C3 | 150 000 $ | Moquette (int.) | Martina Navrátilová Pam Shriver | Wendy Turnbull Sharon Walsh           | 6-4, 6-1      | Tableau |
| 2  | 23-09-1985 | Virginia Slims of New Orleans La Nouvelle-Orléans |            | 150 000 $ | Moquette (int.) | Chris Evert Wendy Turnbull      | Mary Lou Piatek Anne White            | 6-1, 6-2      | Tableau |
| 3  | 29-09-1986 | Virginia Slims of New Orleans La Nouvelle-Orléans |            | 150 000 $ | Moquette (int.) | Candy Reynolds Anne Smith       | Svetlana Parkhomenko Larisa Savchenko | 6-3, 3-6, 6-3 | Tableau |
| 4  | 28-09-1987 | Virginia Slims of New Orleans La Nouvelle-Orléans |            | 150 000 $ | Moquette (int.) | Zina Garrison Lori McNeil       | Peanut Louie-Harper Heather Ludloff   | 6-3, 6-3      | Tableau |
| 5  | 03-10-1988 | Virginia Slims of New Orleans La Nouvelle-Orléans | Tier III   | 250 000 $ | Dur (ext.)      | Beth Herr Candy Reynolds        | Lori McNeil Betsy Nagelsen            | 6-4, 6-4      | Tableau |

## Palmarès messieurs

### Simple
| No | Date       | Nom et lieu du tournoi                               | Catégorie  | Dotation  | Surface         | Vainqueur     | Finaliste       | Score    |  |
| -- | ---------- | ---------------------------------------------------- | ---------- | --------- | --------------- | ------------- | --------------- | -------- |  |
| 1  | 08-04-1974 | La Nouvelle-Orléans/WCT Classic, La Nouvelle-Orléans |            | 50 000 $  | NC              | John Newcombe | Jeff Borowiak   | 6-4, 6-2 |  |
| 2  | 07-08-1978 | New Orleans Grand Prix, La Nouvelle-Orléans          | Grand Prix | 75 000 $  | Moquette (int.) | Roscoe Tanner | Victor Amaya    | 6-3, 7-5 |  |
| 3  | 19-03-1979 | New Orleans Tennis Festival, La Nouvelle-Orléans     | Grand Prix | 175 000 $ | Moquette (int.) | John McEnroe  | Roscoe Tanner   | 6-4, 6-2 |  |
| 4  | 31-03-1980 | New Orleans Grand Prix, La Nouvelle-Orléans          | Grand Prix | 75 000 $  | Moquette (int.) | Wojtek Fibak  | Eliot Teltscher | 6-4, 7-5 |  |

### Double
| No | Date       | Nom et lieu du tournoi                               | Catégorie  | Dotation  | Surface         | Vainqueurs                    | Finalistes                     | Score         |  |
| -- | ---------- | ---------------------------------------------------- | ---------- | --------- | --------------- | ----------------------------- | ------------------------------ | ------------- |  |
| 1  | 08-04-1974 | La Nouvelle-Orléans/WCT Classic, La Nouvelle-Orléans |            | 50 000 $  | NC              | Robert Lutz Stan Smith        | Owen Davidson John Newcombe    | 4-6, 6-4, 7-6 |  |
| 2  | 07-08-1978 | New Orleans Grand Prix, La Nouvelle-Orléans          | Grand Prix | 75 000 $  | Moquette (int.) | Dick Stockton Erik van Dillen | Ismail El Shafei Brian Fairlie | 7-6, 6-3      |  |
| 3  | 19-03-1979 | New Orleans Tennis Festival, La Nouvelle-Orléans     | Grand Prix | 175 000 $ | Moquette (int.) | Peter Fleming John McEnroe    | Robert Lutz Stan Smith         | 6-1, 6-3      |  |
| 4  | 31-03-1980 | New Orleans Grand Prix, La Nouvelle-Orléans          | Grand Prix | 75 000 $  | Moquette (int.) | Terry Moor Eliot Teltscher    | Raymond Moore Robert Trogolo   | 7-6, 6-1      |  |